# Аровська сільська рада
А́ровська сільська рада (рос. Аровский сельский совет) — муніципальне утворення у складі Чишминського району Башкортостану, Росія. Адміністративний центр — присілок Арово.

## Населення
Населення — 1582 особи (2019, 1394 у 2010, 1499 у 2002).

## Склад
До складу поселення входять такі населені пункти:
| Населений пункт          | Населення, осіб (2002) | Населення, осіб (2010) |
| ------------------------ | ---------------------- | ---------------------- |
| Арово, присілок          | 626                    | 594                    |
| Боголюбовка, присілок    | 64                     | 36                     |
| Дьома, присілок          | 78                     | 77                     |
| Кляшево, село            | 583                    | 560                    |
| Марусино, присілок       | 18                     | 8                      |
| Новий Беркадак, присілок | 12                     | 4                      |
| Чернігівка, село         | 118                    | 115                    |